# Excrement

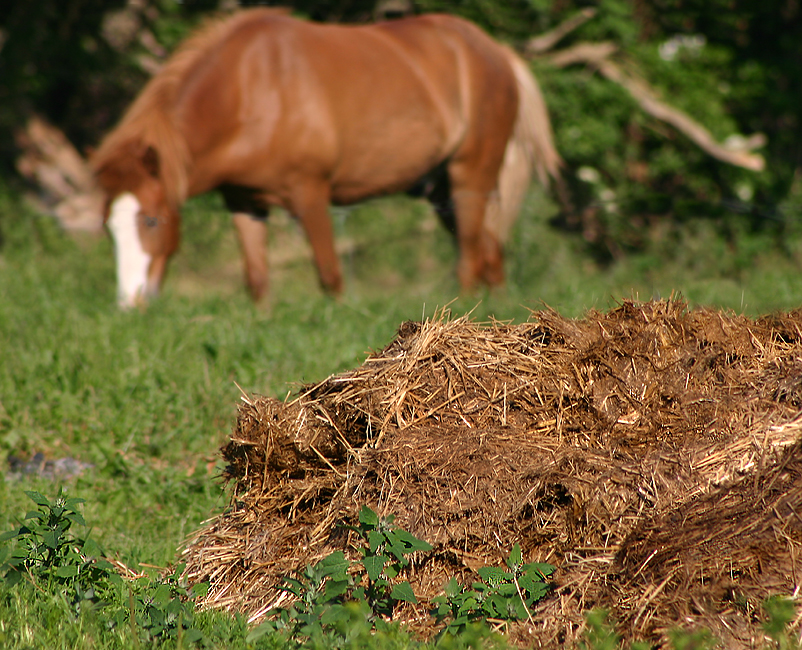
Excrements mesclats amb palla.

Els excrements o deposició són les restes dels aliments no absorbits durant la digestió (com fibres i altres components que no són útils per a l'ésser en qüestió), i també cèl·lules de l'epiteli intestinal que es descamen en el procés d'absorció de nutrients, microorganismes, i altres substàncies que no assoleixen travessar l'epiteli intestinal. En llenguatge col·loquial les femtes reben el nom de caca, o vulgarment, merda; i en un sentit més tècnic o clínic el de matèria fecal, femta o deposicions són el conjunt dels desaprofitaments generalment sòlids (o, gairebé sempre per algun patiment, de vegades també líquids) que genera tot ésser vivent com producte final del procés de la digestió.
En els éssers humans la primera vegada que els nadons buiden el seu intestí tiren unes deposicions de color groc-ataronjat, espesses i enganxoses que es denominen meconi. Aquest s'expulsa durant les primeres 24 hores de vida, gràcies a l'acció laxant del calostre (la substància que surt del pit de la mare en iniciar la lactància, abans de la llet pròpiament dita), cosa que permet eliminar la bilirubina i evitar la icterícia (el color groguenc de la pell a causa de l'acumulació d'aquest pigment). Els dies següents la femta passen a ser verdoses i, de seguida, grogues.
En les anàlisis de matèria fecal (el més comú d'ells és el cridat coproparasitoscòpic o parasitològic), indispensables per al diagnòstic de molts patiments tant gastrointestinals com d'altres tipus, la interpretació dels resultats pren en compte, entre altres dades, l'edat del pacient. Això és degut al fet que en els nens l'excrement té color i solidesa diferents als de la matèria fecal adulta. Altres punts a tenir en consideració són: una femta grassa de color clar poden indicar una alteració pancreàtica, i una femta de color negre pot suggerir un excés de bilis. Una femta de color groguenc indica que pugui sofrir una infecció coneguda com a giardiasis, nom derivat del d'un protozou microscòpic cridat Giardia lamblia. Si el microorganisme produïx una infecció en l'intestí (per alguna raó, la seva concentració en l'intestí pot augmentar), això pot desembocar en una greu diarrea de color groc. Aquesta infecció pot contagiar-se fàcilment al practicar relacions sexuals a través de l'anus (sexe anal) amb una persona portadora. Altra causa del color groguenc de la femta pot ser la síndrome de Gilbert. Aquesta malaltia està condicionada per brots d'icterícia i d'hiperbilirubinèmia i ocorre quan hi ha un excés de bilirubina en la sang. També pot ocórrer que la femta siguin negres, a causa de la presència de sang coagulada present en l'aparell digestiu, derivada d'un sagnat anterior. Si la femta adquireixen un color vermell, serà necessari rebre atenció professional immediatament.
En els nens que pateixen certes malalties la femta poden ser blaves o verdes. Això també ocorre, en ells, en ingerir grans quantitats de menjar amb colorants alimentaris en excés. El restrenyiment dona lloc a femta dura i en les persones amb indigestió poden ser aquoses i toves. A continuació es proporciona una llista de les principals anàlisis fetes a la matèria fecal, amb una breu descripció de cadascun: és utilitzat per a obtenir dades sobre els nivells de greix que es troben en l'organisme del pacient, és a dir, si s'estan absorbint de manera correcta les vitamines liposolubles (vitamina A, D, I i K). Els valors normals són menys de 7 g de greix acumulats en 24 hores.
- Anàlisi parasitològica: s'utilitza per a detectar algun paràsit en el tracte digestiu, com per exemple alguns patògens del gènere Salmonella com ara Salmonella Enteritidis.
- Anàlisi de sang en femta (FOBT): el sagnat pot causar-se per moltes raons, des d'un sagnat de genives al raspallar-se les dents, fins a hemorroides o altra malaltia. El sagnat li dona una coloració fosca a la femta o un vermell brillant en cas d'hemorroides. Aquest examen s'utilitza també per a detectar algun càncer de còlon o de recte.
- Anàlisi microbiològica: per a fer un cultiu de deposicions humanes, a fi d'analitzar-les per a detectar malalties d'origen bacterià, és necessari col·locar una mostra del material en un recipient que contingui additius especials, tals com l'Agar MacConkey, que dificulta la proliferació de Gram positius, però que permet l'aparició d'alguns organismes patògens Gram negatius. En deixar aquests additius en contacte amb la matèria fecal durant un període determinat, creixeran colònies de bacteris Gram negatives.